# Rigsumiddelbarhed
Rigsumiddelbarhed (tysk: Reichsunmittelbarkeit) var i Det tysk-romerske rige den status et territorium eller en person havde hvis det/han/hun ikke var underlagt andre lensherrer end kejseren. De rigsumiddelbare (eller immediate, rigsfrie) territorier blev regnet som selvstændige stater i riget; de rigsumiddelbare personer som deres statsoverhoveder.
Blandt rigsumiddelbare personer skelnede man mellem rigsstænderne (ental rigsstand, tysk Reichsstand) og resten, hvor rigsstænder var kendetegnet ved at være repræsenteret i den tysk-romerske rigsdag. Indenfor rigsstænderne blev der endvidere skelnet mellem personer med virilstemme og dem med kuriatsstemme. En virilstemme indebar personlig møderet og egen stemme ved rigsdagen (af latin vir = «mand», dvs. «en stemme per mand»). Rigsstænder uden virilstemme var på rigsdagene repræsenteret via et kollegium som deltes på en fælles såkaldt kuriatsstemme.
Antallet af rigsumiddelbare territorier varierede stærkt gennem tiden. Grundene var såvel, at rigsumiddelbarheden kunne tildeles og frakendes, som at rigsumiddelbare familier uddøde eller delte sig i flere sidelinjer, at territorier blev mediatiseret af (slået sammen med) større naboer eller forlod Det tysk-romerske rige (f.eks. ved anneksion gennem nabostater som Frankrig, eller ved medlemskab i Det schweiziske edsforbund). I mange tilfælde var det tillige omstridt, om et territorium faktisk var rigsumiddelbart. Således mistede flere mindre områder de facto deres rigsumiddelbarhed ved at større naboer indskrænkede og efterhånden overtog deres selvbestemmelsesret (f.eks. rigsbyen Friedberg). Modsat opførte nogle statsoverhoveder sig som rigsfrie uden formelt at være blevet tildelt rigsumiddelbarheden (f.eks. greverne af Tyrol).
Antallet af rigsumiddelbare territorier blev stærkt reduceret mod slutningen af Det tysk-romerske rige. Mange mindre territorier blev mediatiseret gennem franske anneksioner mellem 1792 og 1799, gennem Reichsdeputationshauptschluss i 1803 og gennem grundlæggelsen af Rhinforbundet i 1806. Få måneder senere blev Det tysk-romerske rige opløst, og rigsumiddelbarheden mistede sin betydning; dvs. de tilbageværende rigsumiddelbare territorier blev suveræne stater.

## Oversigt over de rigsumiddelbare stænder
Denne oversigt over de rigsumiddelbare stænder angiver forholdene som i grove træk gjaldt fra 1300-tallet frem til 1700-tallet. Tal angiver udviklingen mellem ca. 1520 og 1802. Hvor ikke andet er angivet, havde stænderne virilstemmer.
- Kurfyrsternes kollegium
  - 3 gejstlige kurfyrster (ærkebiskopperne af Mainz, Trier og Köln)
  - 3–5 verdslige kurfyrster
- Rigsfyrsternes råd
  - Den gejstlige bænk
    - 12–2 fyrstærkebiskopper
    - 80–24 fyrstbiskopper
    - 0–2 højmestere (Den tyske orden og Malteserordenen)
    - 0–4 fyrsteabbeder (Corvey, Kempten, Prüm, Stablo)
    - 0–3 fyrsteprovster (Ellwangen, Berchtesgaden, Weißenburg)
    - 83–47 rigsprælater som delte to kuriatsstemmer

  - Den verdslige bænk
    - 24–92 rigsfyrster
    - 144–99 rigsgrever og -herrer som delte fire kuriatsstemmer
- 100–50 frie og rigsbyer som delte to kuriatsstemmer
- 120–7 rigslandsbyer uden møderet ved rigsdagen (dvs. ikke rigsstand)
- ca. 350 rigsriddere uden møderet ved rigsdagen (dvs. ikke rigsstand)

Totalt lå antallet af rigsumiddelbare stænder altså mellem 680 og ca. 1000. Siden mange af disse herskede over flere rigsumiddelbare territorier samtidig (dvs. i personalunion), var det totale antal territorier endda højere.
Forholdene fra 1803 og til 1806 er beskrevet i artiklen om Reichsdeputationshauptschluss.